# بخش بث (شهرستان آلن، اوهایو)
بخش بث (به انگلیسی: Bath Township) یک منطقهٔ مسکونی در ایالات متحده آمریکا است که در شهرستان آلن، اوهایو واقع شده‌است.
 بخش بث ۸۳٫۰ کیلومتر مربع مساحت و ۹٬۷۲۵ نفر جمعیت دارد و ۲۷۴ متر بالاتر از سطح دریا واقع شده‌است.